# Thubursicum
Thubursicum (łac. Diocesis Thubursicensis) – stolica historycznej diecezji we Cesarstwie Rzymskim w prowincji Numidia zlikwidowana w VII w. podczas ekspansji islamskiej, współcześnie w północnej Algierii. Obecnie katolickie biskupstwo tytularne. 

## Biskupi tytularni
| Lp. | Biskup                    | Funkcja                                      | Od                  | Do              |
| --- | ------------------------- | -------------------------------------------- | ------------------- | --------------- |
| 1   | Ferdinando Longinotti     | emerytowany arcybiskup San Severino (Włochy) | 5 października 1966 | 6 stycznia 1976 |
| 2   | Nei Paulo Moretto         | biskup koadiutor Caxias do Sul (Brazylia)    | 21 stycznia 1976    | 26 maja 1983    |
| 3   | José Alves da Costa       | biskup pomocniczy Ponta Grossa (Brazylia)    | 3 stycznia 1986     | 8 maja 1991     |
| 4   | André Rivest              | biskup pomocniczy Montrealu (Kanada)         | 27 czerwca 1995     | 19 czerwca 2004 |
| 5   | Sebastião Bandeira Coêlho | biskup pomocniczy Manaus (Brazylia)          | 22 grudnia 2004     | 6 stycznia 2010 |
| 6   | Peter Uglietto            | biskup pomocniczy Bostonu (USA)              | 30 czerwca 2010     |                 |